# Harrisimemna sexguttata
Harrisimemna sexguttata är en fjärilsart som beskrevs av Harris 1869. Harrisimemna sexguttata ingår i släktet Harrisimemna och familjen nattflyn. Inga underarter finns listade i Catalogue of Life.